# Michel Granger

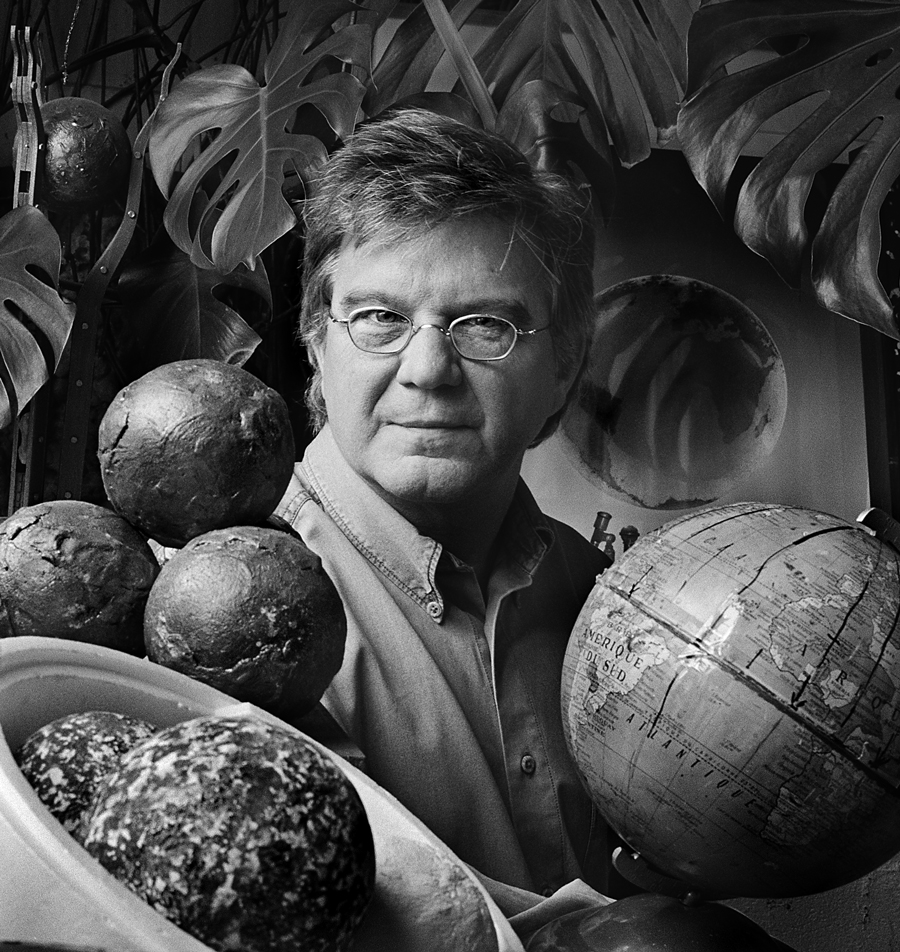
Michel Granger

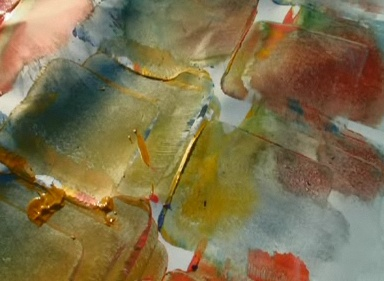
Empreintes von Michel Granger, 2008

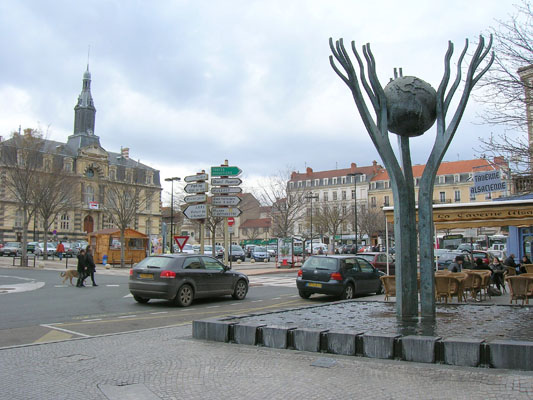
Skulptur von Granger in Roanne

Michel Granger (* 13. Oktober 1946 in Roanne) ist ein französischer Maler, Bildhauer und Graphiker.

## Leben
Granger erwarb 1968 sein Diplom an der École nationale supérieure des beaux-arts de Lyon, erwarb erste Berufserfahrung als Möbeldesigner und lebte ab 1972 überwiegend in Paris, wo er anfangs viel für die Zeitschrift Pilote illustrierte.
Er arbeitete von 1975 bis 1985 als Illustrator für verschiedene Sendungen von TF1. Außerdem illustrierte er seit den 1970er Jahren mehrere Album-Cover von Jean-Michel Jarre. Jarres Album Oxygène trug ein Bild von Granger mit einem Totenschädel in einer zerstörten Erde. Das Cover gilt als legendär und als ökologisches Warnzeichen, und das Album war sowohl für Granger als auch für Jarre ein entscheidender Durchbruch. Granger arbeitete für die UNO, UNESCO, Reporter ohne Grenzen, das Cannes-Festival, Briefmarken, die Emmy Awards und große Zeitschriften wie den Spiegel, Le Nouvel Observateur, Paris Match und die New York Times. Seit 1974 hatte er zahlreiche Ausstellungen in Frankreich und Übersee (u. a. USA, London, Oslo, Japan, Indien, Polen, Brüssel, Mali).
Eines seiner Hauptthemen ist seit den 1970er Jahren die Erde, besonders unter ökologischen Aspekten (gesammelt in seinem Buch Terre,  Cherche Midi 2007). Eine Reihe von Gemälden hat das Tian’anmen-Massaker zum Thema, wobei er Panzer über die Leinwände rollen ließ (Traces à Wang Weilin 1989, Empreintes 2007, 2009). Mit ähnlichen Realisationen war er auch im Ausland in Ausstellungen und Aktionen in Polen (Legnica, ebenfalls mit Panzern), Berlin und Antwerpen.